# Zelenîi Iar, Lenine
Zelenîi Iar (în ucraineană Зелений Яр) este un sat în comuna Ostanine din raionul Lenine, Republica Autonomă Crimeea, Ucraina.

## Demografie
Componența lingvistică a localității Zelenîi Iar
     Rusă (62,86%)
     Tătară crimeeană (28,57%)
     Ucraineană (8,57%)
Conform recensământului din 2001, majoritatea populației localității Zelenîi Iar era vorbitoare de rusă (62,86%), existând în minoritate și vorbitori de tătară crimeeană (28,57%) și ucraineană (8,57%).